# Rubus bogotensis
Rubus bogotensis es una especie de zarzamora (Rubus) descrita por Carl Sigismund Kunth en 1824, es nativa de América del Sur. Se le conoce como zarzamora o mora borrachera.

## Descripción
R. bogotensis es un arbusto escandente, de tallos angulados, tomentosos o velutinos con glándulas estipitadas. Presenta espinas fuertemente curvadas y estípulas subuladas, tomentosas y con glándulas estipitadas, adnadas al peciolo. Los peciolos son tomentosos con glándulas subsésiles y espinosos. Hojas compuestas trifolioladas; foliolos ovados o elípticos, con 10-13 nervios secundarios, base redondeada o ligeramente truncada, ápice agudo o acuminado, margen aserrada; envés velutino o tomentoso con glándulas sésiles y subsésiles; haz escasamente velutino o tomentoso con glándulas sésiles y subsésiles. Las inflorescencias son panículas laxas con 12-15 flores. Sépalos ovados, ápice acuminado. Pétalos espatulados o suborbiculares, blancos o ligeramente rosados. Carpelos glabros o barbados. Frutos globosos con 10-35 drupeolas por receptáculo, rojos o negros.

## Distribución
R. bogotensis se distribuye en América del Sur en los siguientes países: Bolivia, Colombia, Ecuador, Perú y Venezuela.

## Taxonomía
Rubus bogotensis fue descrita por Carl Sigismund Kunth en 1824 y publicada en Nova Genera et Species Plantarum (quarto ed.) 6: 220.
Bajo el sistema de clasificación de Focke R. bogotensis pertenece al subgénero Rubus.
Etimología
Ver: Rubus
bogotensis: epíteto que hace referencia a la ciudad de Bogotá dónde la especie fue colectada por primera vez.